# Le Requiem des abysses
Le Requiem des abysses est un roman à suspense de Maxime Chattam paru en 2011 chez Albin Michel.
Ce roman constitue le second volet d'un « Diptyque du temps », dont le premier volume est Léviatemps.

## Résumé
À la suite des événements narrés dans Léviatemps, l'écrivain Guy de Timée et la prostituée Faustine se sont réfugiés dans un château du Vexin, non loin de La Roche-Guyon. C'est alors qu'un crime horrible est commis dans les environs, tandis que des événements mystérieux se produisent en marge des cercles ésotériques parisiens.

## Éditions
Édition imprimée
- Maxime Chattam, Le Requiem des abysses : roman, Paris, Albin Michel, 4 mai 2011, 454 p. (ISBN 978-2-226-22141-4, BNF 42424571)

Livre audio
- Maxime Chattam (auteur) et Xavier Béja (narrateur), Le Requiem des abysses, Paris, Audiolib, 30 novembre 2011 (ISBN 978-2-35641-417-5)Support : 2 CD audio, durée : 13 h 50 min environ. Référence éditeur : à compléter.